# Барановка (Наримановский район)
Барановка — село в Наримановском районе Астраханской области России. Является административным центром Барановского сельсовета.

## История
Село было основано во второй половине XVIII века. В «Списке населенных мест Российской империи» 1859 года Барановка (Михайловка) упомянута как владельческое сельцо Красноярского уезда (1-го стана) при реке Воложке, расположенное в 49 верстах от уездного города Красный Яр (ныне село). В Барановке насчитывалось 63 двора и проживало 462 человека (225 мужчин и 237 женщин). Функционировал рыболовный завод.

## География
Село находится в южной части Астраханской области, на левом берегу Волги, на расстоянии примерно 6 километров (по прямой) к северо-северо-западу (NNW) от города Нариманов, административного центра района. Абсолютная высота — 24 метра ниже уровня моря.
Климат умеренный, резко континентальный. Характеризуется высокими температурами летом и низкими — зимой, малым количеством осадков, а также большими годовыми и летними суточными амплитудами температуры воздуха.

## Население
| 2002 | 2010 | 2013 | 2014 |
| ---- | ---- | ---- | ---- |
| 823  | ↘676 | ↗680 | ↘665 |

По данным Всероссийской переписи, в 2010 году численность населения села составляла 676 человек (328 мужчин и 348 женщин). Согласно результатам переписи 2002 года, в национальной структуре населения русские составляли 76 %.

## Инфраструктура
В селе функционируют средняя общеобразовательная школа, врачебная амбулатория (филиал ГБУЗ АО «Наримановская районная больница»), дом культуры, библиотека и отделение Почты России.

## Улицы
Уличная сеть села состоит из 10 улиц.